# Henk Poppe
Henk Poppe (Nijverdal, 12 de juliol de 1952) és un ciclista neerlandès, ja retirat, que fou professional entre 1974 i 1975. El seu èxit més important fou una victòria d'etapa al Tour de França de 1974.

## Palmarès
- 1969
  -  Campió dels Països Baixos juvenil
- 1971
  - 1r a la Volta a Limburg
- 1972
  -  Campió dels Països Baixos militar
- 1974
  - 1r a Belsele
  - Vencedor d'una etapa al Tour de França

### Resultats al Tour de França
- 1974. Abandona (11a etapa). Vencedor d'una etapa

### Resultats al Giro d'Itàlia
- 1975. Abandona (4a etapa)

### Resultats a la Volta a Espanya
- 1975. Abandona (4a etapa)